# Julia Krahn

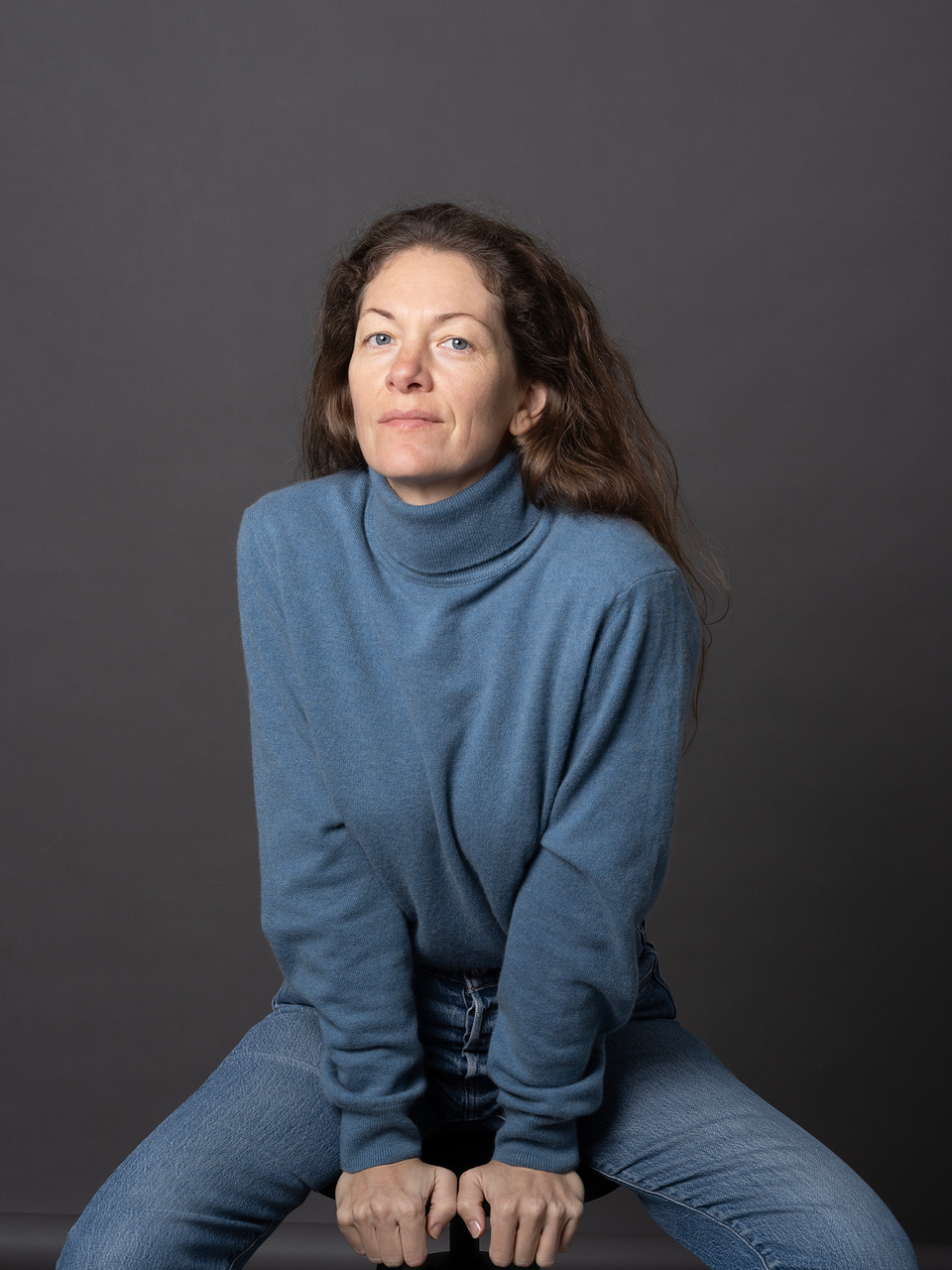
Julia Krahn, 2025

Julia Krahn (* 7. November 1978 in Jülich) ist eine multidisziplinäre deutsche Künstlerin. In ihrem Werk verbindet sie Selbstreflexion, Sozialkritik und Auseinandersetzung mit universellen Fragen. Sie lebt und arbeitet in Italien; ihre Werke werden international ausgestellt.

## Leben und Werk
Julia Krahn wuchs in Aachen in einem religiösen, nicht-konventionellen Elternhaus auf. Bereits während ihrer Schulzeit interessierte sie sich für religiöse Konflikte und soziale Randgruppen. Sie interessierte sich für Theater, Poesie, Musik und Symbolik in der Kunst. Ihr Abitur legte sie am St. Leonhard-Gymnasium ab. Nach Volontariaten in Kenia und Kolumbien studierte sie ab 1999 Medizin an der Albert-Ludwigs-Universität in Freiburg im Breisgau. Parallel zum Studium begann sie einen Lehrgang zur Fotografin.
2001 brach sie ihr Studium ab, um sich ganz ihrer Kunst zu widmen. Sie zog nach Mailand und arbeitete dort anfangs als Assistentin in Fotostudios. Es folgten erste Ausstellungen und Performances. Während des Lockdowns 2020 musste sie ihr Studio Laltalena in Mailand aufgeben und eröffnete in Sorrent ihr Studio JK.
Persönliche Erfahrungen sowie die Betrachtung der Vergangenheit und die Beobachtung des Sakralen in der Gesellschaft prägten ihre künstlerische Entwicklung. Zentrale Themen sind die Rolle der Frau in der Familie, die Sicht aus dem Blickwinkel des Mannes und der Gesellschaft sowie der Wandel von Werten. Ihre Bildsprache erinnert an christliche Ikonographie, das spirituelle und kulturelle Erbe Europas ist Bestandteil ihres Werkes. Ihr künstlerisches Schaffen umfasst Fotografien, Performances und Installationen. Neben Auszeichnungen erfährt Julia Krahn auch Ablehnung, so in Potsdam oder Hamburg, wo eine Ausstellung abgesagt wurde.

## Einzelausstellungen (Auswahl)
- 2025 FrauenBilder. Julia Krahn im Dialog, Landesmuseum Hannover[9][10]
- 2025 Weiß sind alle Farben. Julia Krahn über die Harmonie, anlässlich des 1050. Jubiläums der Domspatzen, St. Ulrich, Regensburg[10]
- 2023 Bandiere di Pace, Montecitorio, Rom[10]
- 2023 St. Javelin, Stiftung Garnisonkirche, Potsdam[11][10]
- 2022 St. Javelin, Florenz; Montreal; Sorrent[10]
- 2017 Figura, Bad Wilsnack[10]
- 2016 Kunst trotzt Handikap, Documenta-Halle, Kassel[12]
- 2016 SchönerHeit, St. Johannis, Göttingen; Bremerhaven; Hildesheim; Verden; Marktkirche, Hannover[13]
- 2016 Sein.Antlitz.Körper, St. Pius, Berlin[12]
- 2015 It might have been a Pigeon, Mailand[14]
- 2014 Trust Me, Haus der katholischen Kirche, Stuttgart[14]
- 2013 Leidenschaften, Stiftung St. Matthäus, Berlin[14]
- 2010 Ja, ich will, Zirkumflex, Berlin[14]
- 2008 Sibirisches Kind, St. Fronleichnam, Aachen[14]

## Auszeichnungen und Preise
- 2023 Kunst- und Kulturpreis "Kunst und Ethos", Verlag Schnell und Steiner, Regensburg[15]
- 2017 Besondere Erwähnung: ArtOnTime in Zusammenarbeit mit dem Romaeuropa Festival, Rom[16]
- 2013 Erster Preis: 100³ – 100 artisti – 100 stanze – 100 anni (Die Taube/Sirens), Sorrent[14]
- 2012 Finalistin beim Premio Fondazione Francesco Fabbri[17]
- 2012 Finalistin beim Combat Prize (Vanitas), Livorno[14]
- 2009 Besondere Erwähnung: Tequila Cuervo Centenario Award for emerging artist (Engelstück), Zona Maco, Mexiko-Stadt[14]
- 2008 Erster Preis: National Association of Professional Photographers TAU Visual (Cathegory Kids), Italien[14]
- 2008 Zweiter Preis: Premio Arti visive San Fedele (Nostalgia), Mailand[14]
- 1999 Ausgezeichnet durch die Friedrich Ebert Stiftung[18]